# Иван Рафаилов
Иван Попов Рафаилов е български офицер, генерал-майор.

## Биография
Иван Рафаилов е роден на 12 юли 1896 г. в Пазарджик. През 1916 г. завършва Военното на Негово Величество училище и на 12 март е произведен в чин порпоручик. Взема участие в Първата световна война (1915 – 1918) като адютант на дружина от 44-и пехотен полк и като командир на рота от 37-и пехотен пирински полк, като на 14 октомври 1917 г. е произведен в чин поручик. След войната служи в 25-и пехотен драгомански полк, като на 30 януари 1923 г. е произведен в чин капитан.
През 1926 г. капитан Рафаилов е назначен на служба в 2-ра жандармерийска дружина, след което от началото на 1928 г. е младши адютант на 1-ва военноинспекционна област. През 1932 г. е назначен за командир на рота от 1-ви пехотен софийски полк На 1 януари 1933 г. е произведен в чин майор, по-късно същата година е назначен за началник на 18-и пограничен участък, през в края на следващата година е назначен за командир на специална рота от 8-и пехотен полк, а от 1936 г. е началник на Карловското военно окръжие. На 6 май 1936 г. е произведен в чин подполковник.
В началото на 1938 г. подполковник Рафаилов е назначен за началник на оперативно-мобилизационната секция на 2-ра пехотна дивизия, след което по-късно същата година е временен началник-щаб на 2-ра пехотна дивизия, а от 1939 г. е титулярен началник-щаб на дивизията. На 6 май 1940 г. е произведен в чин полковник.
Полковник Рафаилов взема участие във Втората световна война (1941 – 1945), като първоначално е командир на двадесет и девети пехотен ямболски полк (1941 – 1942), след което служи в Пехотната инспекция. От 23 юли 1943 до 25 декември 1943 г. е командир на двадесет и пета пехотна дивизия. В периода 25 декември 1943 – 13 септември 1944 е командир на седма пехотна рилска дивизия, като на 6 май 1944 г. е произведен в чин генерал-майор. Уволнен е от служба на 13 септември 1944 г. официално „по навършване на 25-годишна служба“, но реално с тази заповед, както и със заповедта от 14 септември е направена първата чистка на т.нар. „реакционни елементи от армията“.
Генерал-майор Иван Рафаилов умира през 1967 г. и в погребан в Централните софийски гробища.

## Военни звания
- Подпоручик (12 март 1916)
- Поручик (14 октомври 1917)
- Капитан (30 януари 1923)
- Майор (1 януари 1933)
- Подполковник (6 май 1936)
- Полковник (6 май 1940)
- Генерал-майор (6 май 1944)